# Haim Bresheeth

Haim Bresheeth (en hebreo, חיים בראשית) es un cineasta y experto en cine israelí, catedrático de Estudios Culturales y Audiovisuales de la Universidad de East London (Londres). Nació el 6 de agosto de 1946 en Roma (Italia). Es conocido también por sus posiciones políticas antisionistas.
Su trabajo se centra en la investigación de la representación del duelo colectivo y la identidad asociada al mismo en el cine israelí y palestino: el Holocausto, la guerra de independencia de Israel y la Nakba o éxodo palestino. Afirma que la mutua comprensión entre israelíes y palestinos de las heridas respectivas es un paso esencial para la resolución del conflicto. En este terreno Bresheeth llama la atención sobre la situación de los árabes israelíes, cuyas heridas, en su opinión, han sido «históricamente silenciadas» y «relegadas al ámbito doméstico» (porque, siempre según su opinión, durante décadas ha sido «reprimida» toda referencia pública a la Nakba), y al mismo tiempo deben vivir rodeados de monumentos que celebran su derrota, además de una permanente evocación del Holocausto y otras heridas colectivas de los judíos.
Haim Bresheeth pertenece a la minoría de israelíes judíos contrarios al sionismo. Además, comparte con otros intelectuales de Israel la idea de que Israel y Palestina son el mismo país, y que la situación, en opinión de estos intelectuales, puede resumirse en que una parte de los habitantes del país tiene derechos civiles (los israelíes) y otra parte (los palestinos) carece de ellos y se ve obligada a residir en pequeños territorios «ficticiamente» autónomos, situación que, a juicio de Breesheth, sería paralela a la de los bantustanes de Sudáfrica en tiempos del apartheid. Bresheeth es partidario de creación de un único Estado árabe-judío, democrático y laico. Considera que Israel debe ser sometido a un boicot económico y cultural como lo fue Sudáfrica, circunstancia que aceleró el final de su régimen racista. Por esta razón es tachado a menudo de antiisraelí.
Bresheeth ha denunciado lo que considera «terrorismo cultural» israelí contra los intelectuales que, como él, defienden posturas que rompen el consenso mayoritario de los judíos israelíes en torno a cuestiones esenciales como la naturaleza judía de Israel. Dicho «terrorismo» se plasma, según Breesheth, en «censura, boicot mediático y editorial, ostracismo académico y otras medidas destinadas a silenciar al intelectual incómodo»,[cita requerida] que en su caso se han saldado con su exilio voluntario en Gran Bretaña, abandonando su puesto de director de la Escuela de Medios, Cine y Estudios Culturales del Sapir College en el Néguev. Aparte de catedrático en la University of East London, es director del Matrix East Research Lab de la misma universidad, dedicado al arte digital y la cibercultura. 

## Obra principal
- Introduction to the Holocaust. Best-seller escrito con Stuart Hood y Litza Jansz en 1997 cuya primera versión, de 1993, se llamaba Holocaust for Beginners.
- The Gulf War and the New World Order (con Nira Yuval-Davis), Zed Books, 1992.
- Cinema and Memory: Dangerous Liaisons [en hebreo] (coedición con S. Zand y M. Zimmerman), Jerusalén, Zalman Shazar Centre, 2004.
- State of Danger, documental sobre la primera Intifada para la BBC(1989).

Es colaborador habitual del diario israelí Haaretz y el semanario egipcio en lengua inglesa
Al-Ahram Weekly. 